# よしもとグラビアエージェンシー
よしもとグラビアエージェンシー（英: Yoshimoto Gravure Agency）は、吉本興業の架空のグラビアアイドル所属事務所、更にそのアイドルユニット名。略称は、YGA。

## 概要
- 2008年7月 ルミネtheよしもと7周年キャンペーンのひとつとして誕生。7月5日にデビューイベント『YGA設立発表会』を開催。
- 結成当初のメンバーは、ルミネtheよしもとの新喜劇に出演中の女優と若手の女性芸人からなり、既成のアイドルグループのパロディ的な要素が強かったが、徐々に方向転換し、1期生の卒業と3期生の加入をもって、正統派のアイドルグループへと方向転換した。
- 月に1回、ルミネtheよしもとプライムライブでYGAライブを開催。また定期的に秋葉原石丸電気でライブを開催。
- 2ndシングル「BINKAN VANILLA」と3rd「VIRGIN BEAT」共にセンターポジションは2期生谷侑加子。
- ルミネtheよしもと8周年キャンペーンでルミネtheよしもとにてインターンシップを行う。
- 2009年8月30日 新宿ルミネtheよしもとにて3期生公開オーディションが開催された。最終7名の候補者から3名が3期生として合格。但し、ほかの4名もスクール生としてYGAに加入することとなった。
- 2010年5月1日 YGA LIVEにて、櫻井里佳、日向紗代がメンバーに昇格（4期生）。
- 2010年5月29日 2010年度公開オーディションにて、大溝しいな、春日沙也加、三澤佳奈が合格（5期生）[1]。
- 2010年9月19日 YGA LIVEにて、和崎菜々美がメンバーに昇格（6期生）。
- 2011年3月 明和電機プロデュース、花乃由布莉・林沙奈恵・三澤佳奈による派生ユニット「NUT」（ナット）結成。
- 2011年6月18日 加藤萌笑の加入を公表（7期生）[2]。
- 2011年10月15日 高山佳奈子、福田陽美、小泉遥、山下春花の加入を公表（8期生）[3]。
- 2012年6月8日 村田玲奈、星野恵、原彩乃の加入を公表（9期生）[4][5][6]。
- 2012年11月9日 ルミネtheよしもとで行われた単独ライブで2013年3月3日の品川ステラボール公演をもって全員卒業することを発表[7][8]。
- 2013年3月3日 品川ステラボールで行われたライブ『YGA FINAL LIVE in ステラボール HAPPY Turning☆Point 〜ありがとじゃあね。〜』をもってメンバー全員が卒業し、約4年半に渡った活動を終了した[9]。

## 事務所内構成
- 代表取締役社長 山里亮太（南海キャンディーズ）
- チーフマネージャー 本田みずほ
- 広報部長 菊地智義（ポテト少年団）

※2008年8月31日株主総会（総決算）としてYGA新役員就任式を行ない、2008年9月1日付就任
- スーパーバイザー 鈴木Q太郎（ハイキングウォーキング）
- スーパーバイザー サポート 松田洋昌（ハイキングウォーキング）
- コンプライアンス委員長 大村朋宏（トータルテンボス）
- コンプライアンス委員 藤田憲右（トータルテンボス）
- マーケティング戦略室長 前田登（はりけ〜んず）
- 広報部（西日本エリア総括管理本部長） 矢野勝也（矢野兵動）
- 広報部（北海道東北エリア担当） 吉村崇・徳井健太（平成ノブシコブシ）

### 最終メンバー
|       | 名前                          | 生年月日（年齢）       | 出身地   |
| ----- | ----------------------------- | ---------------------- | -------- |
| 2期生 | 谷侑加子（たに ゆかこ）       | 1990年12月4日（34歳）  | 滋賀県   |
| 3期生 | 林沙奈恵（はやし さなえ）     | 1991年11月16日（33歳） | 和歌山県 |
| 5期生 | 春日沙也加（かすが さやか）   | 1993年4月6日（31歳）   | 千葉県   |
| 7期生 | 加藤萌笑（かとう もえみ）     | 1995年9月10日（29歳）  | 神奈川県 |
| 8期生 | 小泉遥（こいずみ はるか）     | 1996年1月9日（29歳）   | 神奈川県 |
| 8期生 | 高山佳奈子（たかやま かなこ） | 1994年1月26日（31歳）  | 東京都   |
| 8期生 | 山下春花（やました はるか）   | 1993年2月12日（32歳）  | 千葉県   |
| 9期生 | 原彩乃（はら あやの）         | 1995年4月8日（29歳）   | 埼玉県   |
| 9期生 | 星野恵（ほしの けい）         | 1994年8月15日（30歳）  | 千葉県   |
| 9期生 | 村田玲奈（むらた れいな）     | 1993年10月20日（31歳） | 東京都   |

### 元メンバー
| 第1期 - 原万紀子 - 鈴木那奈 - 星野里佳 - 宮之脇佳織 - 目黒紗織 - 湊ゆかり - なんしぃ - アンナ | 第2期 - 芦田愛弓 - 角田沙弥香 - 浅本美加 - 松本美穂 - 新地梨絵 - 柳川真菜 - 安田由紀奈 | 第3期 - 木村まみ - 花乃由布莉 第4期 - 櫻井里佳 - 日向紗代 第5期 - 三澤佳奈 - 大溝しいな | 第6期 - 和崎菜々美 第8期 - 福田陽美 スクール生 - 楓あずさ - 友利愛美 - 内田麻椰実 |

## 作品

### シングル
| # | タイトル                 | リリース日     | 最高位 | 販売形態  | 規格品番                         | 形態                          |
| - | ------------------------ | -------------- | ------ | --------- | -------------------------------- | ----------------------------- |
| 1 | 小さなハッピーあげましょ | 2008年7月30日  | -      | CD+DVD    | YRCN-90024                       | 通常盤                        |
| 2 | BIN-KAN。VANILLA!        | 2008年10月29日 | -      | CD+DVD    | YRCN-90041                       | 通常盤                        |
| 3 | 恋愛ストライカー         | 2011年2月9日   | 10位   | CD CD+DVD | YRCN-90142 YRCN-90138            | 通常盤 初回限定盤             |
| 4 | 情熱ヒロイン             | 2011年6月29日  | 5位    | CD        | YRCN-90158 YRCN-90159 YRCN-90160 | Aパターン Bパターン Cパターン |
| 5 | ライジング・サン JAPAN!  | 2012年1月4日   | 2位    | CD        | YRCN-90175 YRCN-90176 YRCN-90177 | Aパターン Bパターン Cパターン |
| 6 | 狩り女 夏子              | 2012年8月14日  | 13位   | CD        | YRCN-90195 YRCN-90196            | Aパターン Bパターン           |
| 7 | キミと出会えてよかった!  | 2013年2月13日  | 9位    | CD        | YRCN-90207                       | 通常盤                        |

NUT<明和電機×YGA>名義
- 2011年3月30日「おめでトーン♡ありがトーン」

### アルバム
- 2011年8月24日 YGA BEST 1〜電撃！グイグイ少女〜

### 映像作品
- 2009年4月22日 VIRGIN BEAT〜私たちよしもとなんですけど…〜
- 2009年11月4日 ガンバレHERO〜景気回復!!〜
- 2010年3月24日 よしもとプリンセスシアター オープン記念ライブ6DAYS 人気芸人vsアイドル
- 2010年3月24日 よしもとプリンセスシアター オープン記念ライブ6DAYS 吉本新喜劇withアイドル
- 2010年8月4日 ファイティングガール
- 2010年12月22日 アイドリング!!!×YGA 品はちライブin 品川よしもとプリンスシアター＆大阪NGK
- 2011年2月9日 TOKYO IDOL FESTIVAL2010

## 出演

### テレビ
- 吉本新喜劇 with アイドル（フジテレビNEXT）2010年1月
- ホテルYGA（エンタ!371・Pigoo HD）2010年2月 - 2010年10月
- アイドリング!!! & YGAよしもとプリンセスシアターオープン記念ライブ（エンタ!371）2010年3月
- YGAのグラビア一直線!（エンタ!371・Pigoo HD）2010年11月 -
- 負けたら打ち切り!番組対抗No.1決定戦（エンタ!371・Pigoo HD）2011年1月、「YGAチーム」で谷・花乃・林、アシスタントで春日が出演
- 秋葉系アイドルチャンネル（BS11) 2011年7月14日 谷・花乃・林・櫻井が出演

### ネット配信
- YGAの小さなハッピーあげましょ（GyaOジョッキー）2008年9月 - 2009年2月
- YGA（よしもとグラビアエージェンシー） モッテコ書店 （2010年08月25日、2011年05月25日、2011年08月25日、2011年11月25日）
- YGAインタビュー WWSチャンネル[リンク切れ] （2012年09月28日）

### ライブ
※YGA無料ライブ・品はちライブ in よしもとプリンスシアター・石丸電気月一定例ライブ・リリース記念イベントは除く
- よしもとプリンセスシアターオープン記念ライブ6DAYS（2009年12月26日〜12月31日、品川よしもとプリンスシアター）
- アイドリング!!!×YGA 品はちライブ in 大阪NGK（2010年7月25日、NGK）
- TOKYO IDOL FESTIVAL 2010 @Shinagawa（2010年8月7日・8日、品川ステラボール・よしもとプリンスシアター・品川プリンスホテル周辺施設）
- アイドリング!!!×YGA 品はちライブ in 大阪NGK（2011年3月21日、NGK）
- アイドリング!!!×YGA 品はちライブ in 大阪NGK（2011年7月31日、NGK）
- YGA LIVE 2011 in逗子海岸（2011年8月13日、日テレRESOT＠seazoo）
- TOKYO IDOL FESTIVAL 2011 〜Eco & Smile〜（2011年8月27日・28日、お台場・青海特設会場）

## 書籍

### 写真集
- 2008年7月24日 南海キャンディーズ山里亮太責任編集『はじめてのグラビア。』YGA写真集発売
- 2008年10月29日 YGA 2nd photobook『YGA222』